# Ђорђије Вуковић
Ђорђије Вуковић (Пажићи, Даниловград, 3. мај 1943 — Београд, 6. октобар 2020) био је српски универзитетски професор, писац, критичар, историчар и теоретичар књижевности.

## Биографија
Ђорђије Вуковић се родио у Пажићима код Даниловграда. У Даниловграду је завршио гимназију а Филолошки факултет, групу за југословенску и општу књижевност, у Београду. Магистрирао је са темом о романима Мирослава Крлеже а докторирао одбранивши рад Синестезија у српској поезији. Био је главни уредник часописа Студент за време студентских демонстрација 1968. које је и предводио. Универзитетску каријеру је започео као асистент код Сретена Марића на Филозофском факултету у Новом Саду, да би касније постао професор на катедри за општу књижевност и теорију књижевности Филолошког факултета у Београду. Радио је и као истраживач у београдском Институту за књижевност и уметност. За књигу Огледи о српској књижевности (1985) добио је награде Милош Црњански и Ђорђе Јовановић. За часопис Трећи програм Радио Београда приредио је зборнике радова о дијалогу, Прусту, Елиоту, Флоберу и Стендалу. Писао је прилоге за многе књижевне листове, часописе и зборнике.

## Награде
- Награда „Милош Црњански”, за књигу есеја Огледи о српској књижевности, 1985.
- Награда „Ђорђе Јовановић”, за књигу есеја Огледи о српској књижевности, 1985.[2]

## Дјела
- За једну историју књижевне периодике, Београд. 1984.
- Друга страна, Филип Вишњић, Београд. 1985.
- Огледи о српској књижевности, Нолит, Београд. 1985.
- Историјски роман, Издавачка књижарница Зорана Стојановића, Сремски Карловци ; Нови Сад. 2008.  978-86-7543-170-1.
- Синестезија у поезији, Издавачка књижарница Зорана Стојановића, Сремски Карловци ; Нови Сад. 2010.  978-86-7543-198-5.
- Српска поезија и чулни свет, Српска књижевна задруга, Београд, 2023,  978-86-379-1527-0